# 바 우
바 우(버마어: ဘဦး, 1887년 5월 26일 ~ 1963년 11월 9일)는 버마의 정치인이자 변호사였다. 1948년부터 1952년까지 버마 연방 대법원장을 역임했으며 1952년 3월 16일부터 1957년 3월 13일까지 버마 대통령을 역임했다.

## 생애
그는 1887년 5월 26일 이라와디 삼각주의 파테인에서 우 포 흘라와 다 뉸의 아들로 태어났다.

## 교육
그는 랑군 관립 고등학교에서 대학 입학 반에 합격했다. 1907년에 그는 법학을 공부하기 위해 케임브리지 대학교에 다녔고 1912년에 졸업했다. 1950년대 초, 그는 랑군 대학교에서 명예 문학박사 학위를 받았다.